# Ceratorhiza anacalospora
Ceratorhiza anacalospora är en svampart som beskrevs av P. Roberts 1999. Ceratorhiza anacalospora ingår i släktet Ceratorhiza och familjen Ceratobasidiaceae.   Inga underarter finns listade i Catalogue of Life.